# John Williams (tir à l'arc)
Pour les articles homonymes, voir John Williams et Williams.
John Chester Williams est un archer américain.

## Palmarès
- Jeux olympiques
  -  Médaille d'or à l'individuel homme aux Jeux olympiques d'été de 1972 à Munich.